# Cetonia
Cetonia (Fabricius, 1775) è un genere di coleotteri appartenenti alla famiglia degli Scarabeidi (sottofamiglia Cetoniinae).

## Descrizione

### Adulto
Le specie appartenenti al genere Cetonia sono insetti di dimensioni medie. Sono generalmente molto appariscenti, dalle colorazioni variabili a seconda della specie. Alcune di esse, come Cetonia aurata possono presentare una notevole varietà cromatica.

### Larva
Le larve si presentano come dei vistosi vermi bianchi dalla forma a "C". La testa, così come le tre paia di zampe, sono sclerificate.

## Biologia
Gli adulti compaiono a primavera e sono visibili per tutta la durata della bella stagione. Sono di abitudini diurne e si possono osservare sui fiori e sulla frutta matura, intenti a nutrirsene. Le larve, invece si sviluppano nel terreno, nutrendosi di detriti vegetali in decomposizione.

## Tassonomia
Il genere Cetonia comprende le seguenti specie:
- Cetonia aeratula
- Cetonia angulicollis
- Cetonia asiatica
- Cetonia aurata
- Cetonia aurataeformis
- Cetonia bensoni
- Cetonia carthami
- Cetonia chinensis
- Cetonia cypriaca
- Cetonia delagrangei
- Cetonia delfilsi
- Cetonia filchnerae
- Cetonia funeraria
- Cetonia gotoana
- Cetonia iijimai
- Cetonia izuensis
- Cetonia kemali
- Cetonia kolbei
- Cetonia magnifica
- Cetonia pallida
- Cetonia pilifera
- Cetonia pililineata
- Cetonia pisana
- Cetonia pokornyi
- Cetonia prasinata
- Cetonia pygidionotis
- Cetonia rhododendri
- Cetonia roelofsi
- Cetonia rutilans
- Cetonia sexguttata
- Cetonia sichuana
- Cetonia sicula
- Cetonia tane
- Cetonia viridescens
- Cetonia viridiopaca
- Cetonia viridiventris